# اسلام‌پوره، راولپندی
اسلام‌پوره (به انگلیسی: Islampura) یک روستا در پاکستان است که در پنجاب واقع شده‌است.